# Белостоцкий, Иосиф Антонович
Иосиф Антонович Белостоцкий (20 декабря 1919, д. Михалковичи, Борисовский уезд (Минская губерния) — 4 января 1981) — бригадир шофёров Минского автокомбината № 4 Минского городского автотранспортного треста. Герой Социалистического Труда (1974). Заслуженный шофер БССР (1970). Участник Великой Отечественной войны. Пенсионер Союзного значения..

## Биография
Родился  20 декабря 1919 года в деревне Михалковичи, Борисовский уезд (Минская губерния) (современный Логойский район), Белорусская Советская Социалистическая Республика. 
Участник Великой Отечественной войны.
С 1946 шофер в системе ГлавМинскстроя, в 1957—1979 шофер, бригадир шоферов Минского автокомбината № 4.
Указом Президиума Верховного Совета СССР от 23 января 1974 года за успешное выполнение производственных планов, социалистических обязательств был удостоен звания Героя Социалистического Труда с вручением ордена Ленина и золотой медали «Серп и Молот» .

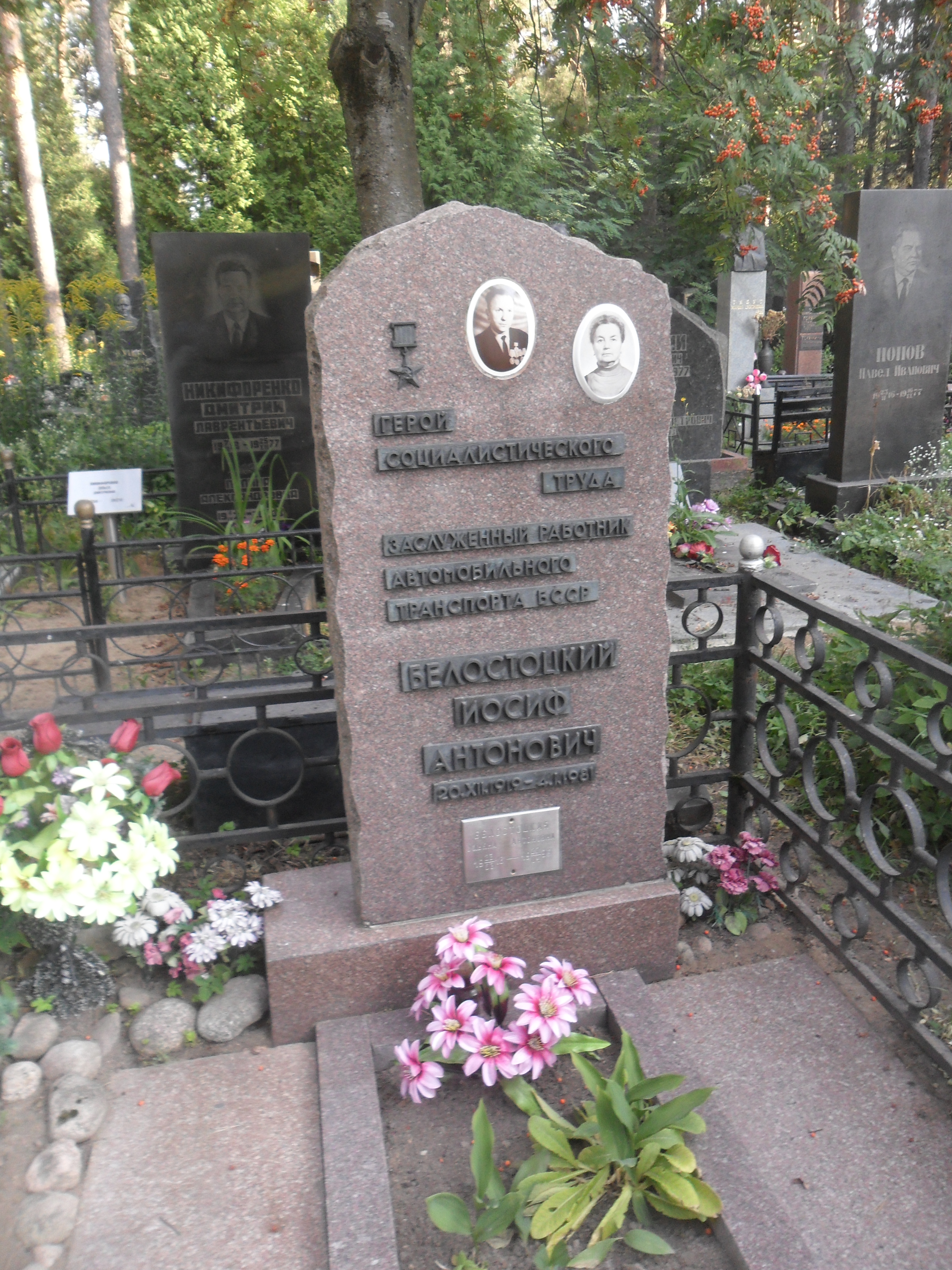
Могила Белостоцкого И. А. на Восточном кладбище Минска.

Был пенсионером Союзного значения.
Скончался  4 января 1981 года.